# Pearse Lacey
Michael Pearse Lacey (* 26. November 1916 in Toronto, Ontario; † 2. April 2014 ebenda) war Weihbischof in Toronto.

## Leben
Pearse Lacey trat 1936 in das Augustine’s Seminary in Toronto ein und studierte Philosophie und Katholische Theologie. Er wurde am 23. Mai 1943 zum Priester in der Erzdiözese Toronto geweiht. Anschließend war er unter anderem Kaplan des St. Michael’s Hospital und ab 1959 Pfarrer der Pfarrei Verklärung des Herrn in Etobicoke. 1966 wurde er Rector ecclesiae der Kathedrale St. Michael Toronto. Papst Paul VI. verlieh ihm am 13. September 1967 den Titel Ehrenprälat Seiner Heiligkeit. Er war Kaplan und Direktor des Christian Family Movement und Vizepräsident des Priesterrates. Von 1965 bis 1970 war er Vorsitzender der Liturgiekommission des Erzbistums Toronto. Von 1972 bis 1974 war er Aufsichtsrat der Diözesanschulverwaltung und 1975/76 Vizepräsident des nationalen Priesterrates. 
Am 3. Mai 1979 ernannte ihn Papst Johannes Paul II. zum Weihbischof in Toronto und Titularbischof von Diano. Die Bischofsweihe spendete ihm der Erzbischof von Toronto, Gerald Emmett Carter, am 21. Juni desselben Jahres; Mitkonsekratoren waren Philip Francis Pocock, emeritierter Erzbischof von Toronto, und Aloysius Matthew Ambrozic, Weihbischof in Toronto. Lacey wurde zum Bischofsvikar für die westliche Region des Erzbistums sowie zum Direktor für die Priester ernannt mit Sitz in St. Patrick, Mississauga; bis 1993 war er zudem Generalvikar.
Am 31. Mai 1993 nahm Papst Johannes Paul II. sein aus Altersgründen vorgebrachtes Rücktrittsgesuch an.